# Alexandre Barrette
Alexandre Barrette, né le 30 septembre 1981 à Québec, est un humoriste et animateur de télévision québécois.

## Biographie
Il a été diplômé de l'École nationale de l'humour de Montréal en 2002. Il était collaborateur régulier à la défunte émission Midi Morency puis Lunch de fou depuis septembre 2012 à CKOI-FM. Il est également un des colocs principaux dans la série télévisée Colocs.tv à MusiquePlus mettant également en vedette Billy Tellier, Christopher Williams, Pierre-Luc Gosselin et Nicholas Savard L'Herbier (les Satiriques). Il est aussi animateur des émissions Taxi Payant (9 saisons) et Atomes crochus (7 saisons), toutes deux au réseau V.
La tournée de son 2e spectacle Imparfait se termine en 2017 avec plus de 100 000 billets vendus et près de 200 représentations partout au Québec et reçoit plusieurs nominations aux galas des Olivier et de l'ADISQ. Après 5 ans d'absence en radio entre 2013 et 2018, Barrette a été un retour au Cogeco Média pour des stations à Montréal pour une durée de 2 ans entre 2018 et 2020. Entre l'été 2018 et le début de 2019, il a été un animateur, avec Marie-Ève Janvier et Sébastien Benoît, l’émission du retour à la maison, du lundi au jeudi, de 16h00 à 18h00, sur les ondes de Rythme FM. Entre l'été 2019 et juin 2020, Barrette a été sur l'émission Midi Barrette sur les ondes de 96,9 CKOI après une absence de 6 ans dans cette station. Depuis l'été 2020, Barrette est un animateur sur les ondes de CJPX-FM (Wknd 99,5) de Leclerc Communications en semaine entre 11h30 et 13h.
Le 11 avril 2021, Alexandre Barrette devient co-animateur de l'émission de télévision Tout le monde en parle.
Alexandre Barrette a animé les deux premières saisons de Sortez-moi d’ici avec Jean-Philippe Dion.
En 2025, il est l’animateur de l’émission Incroyables! diffusée sur ICI TÉLÉ.

## Prix et récompenses
Il a été élu « Découverte de l'année » au Gala Les Olivier de 2007.

## Carrière

### Spectacles
- 2012-2014 : Alexandre Barrette...et personne d'autre!
- 2016-2017 : Imparfait
- 2019 : Semi-croquant